# Rouffigny
Rouffigny foi uma comuna francesa na região administrativa da Normandia, no departamento Mancha. Estendia-se por uma área de 6,75 km². Em 2010 a comuna tinha 320 habitantes (densidade: 47,4 hab./km²).
Em 1 de janeiro de 2016, passou a formar parte da nova comuna de Villedieu-les-Poêles-Rouffigny.